# Marco Gegânio Macerino (tribuno consular em 367 a.C.)
Marco Gegânio Macerino (em latim: Marcus Geganius Macerinus) foi um político da gente Gegânia da República Romana, eleito tribuno consular em 367 a.C..

## Tribunato consular (367 a.C.)
Em 367 a.C., foi eleito tribuno consular com Aulo Cornélio Cosso, Lúcio Vetúrio Crasso Cicurino, Marco Cornélio Maluginense, Públio Valério Potito Publícola e Públio Mânlio Capitolino.
Com a notícia do avanço dos gauleses, Marco Fúrio Camilo foi nomeado, pela quinta vez, ditador e passou a organizar ativamente a defesa de Roma. Os gauleses acamparam às margens do rio Ânio, trazendo consigo grande quantidade de espólios obtidos em seus saques. Perto deles, nos montes Albanos, Camilo percebeu que estavam desorganizados e entregues às celebrações. E, assim, pouco antes do anoitecer, a infantaria leve romana conseguiu desmantelar as defesas gaulesas e, logo atrás, a infantaria pesada e os lanceiros conseguiram aniquilar o inimigo.
Em Roma, os plebeus estavam convencidos sobre a proposta da dupla de cônsules, mas os patrícios não cediam e buscaram a proteção de Camilo. Os populistas tentaram prendê-lo, mas ele convocou antes uma sessão do Senado e convenceu os senadores a cederem à pressão popular, materializada pelos plebeus na Lex Licinia Sextia (367 a.C.).. Um novo cargo na magistratura, aberto à patrícios e plebeus, o pretorado, foi criado pela mesma lei.